# 红蝽菌属
红蝽菌属，也称科里氏杆菌属，為红蝽菌目红蝽菌科的一属革兰氏阳性菌。此属的模式种且为唯一种为球团红蝽菌(Coriobacterium glomerans)。

## 下属物种
- 球团红蝽菌 Coriobacterium glomerans Haas and König 1988